# Sonneborn
Sonneborn é um município da Alemanha localizado no distrito de Gota, estado da Turíngia.  Pertence ao verwaltungsgemeinschaft de Mittleres Nessetal.